# Roger Whittaker
Roger Whittaker (anglès: Roger Henry Brough Whittaker)  (Nairobi, 22 de març de 1936 - Los Sarrasins, 12 de setembre de 2023) va ser un cantautor britànic que canta en anglès, francès i alemany. El 1967 va aconseguir èxit mundial amb Mexican Whistler, on va revelar el seu extraordinari talent com a xiulador.

## Biografia

### Infantesa i joventut
Els pares de Whittaker, Edward i Vi Whittaker, eren de Staffordshire, Anglaterra, on posseïen i gestionaven una botiga de queviures. El seu pare va resultar ferit en un accident de moto i la família es va traslladar a una granja prop de Thika, Kenya, a causa del seu clima més càlid. El seu avi cantava a diversos clubs i el seu pare tocava el violí. Roger va aprendre a tocar la guitarra.
En acabar la seva educació primària, Whittaker va ser admès a l'escola Prince of Wales (actual Nairobi School). Un cop completada la seva educació secundària, va ser cridat a files per fer el servei militar i va passar dos anys al regiment Kenya, lluitant contra el Mau Mau a la serralada Aberdare. El 1956 fou desmobilitzat i va decidir començar la carrera de medicina. Es va matricular a la Universitat de Ciutat del Cap a Sud-àfrica. No obstant això, va marxar després de 18 mesos i es va incorporar al departament d'educació de la funció pública com a professor, seguint els passos de la seva mare.
El 1959 es va traslladar a Gran Bretanya per completar-hi la seva formació. Després va cursar cursos de zoologia, bioquímica i biologia marina a la Universitat de Gal·les. Allà va rebre el seu Títol de Grau.

### Carrera artística
En paral·lel als seus estudis, cantava a clubs locals. El 1962, Fontana Records va publicar el seu primer tema: The Charge of The Light Brigade (Als senzills de Fontana, apareix com a "Rog Whittaker".)A l'estiu, la seva popularitat va augmentar quan va aparèixer en un programa de varietats emès a UTV.
El 1968 Whittaker va canviar de segell discogràfic i a la tardor de 1969 EMI va llançar Durham Town (The Leavin'), que es va convertir en el seu primer Top 20 a la Gran Bretanya. A la primavera de 1970, RCA Victor Records va publicar New World in the Morning als Estats Units, on es va convertir en un èxit Top 20 a la llista Easy Listening de la revista Billboard.
Entre el 1967 i el 1980, va obtenir molts èxits a la francofonia, en particular a França i al Quebec, on va acumular èxits : Mon pays bleu, Le Mistral, À nos amours, Une rose pour Isabelle, Un éléphant sur mon balcon, Après la guerre, etc. El desembre del 1968, va actuar a l'Olympia de París, fent de teloner de Sylvie Vartan. Tot i que escriu gairebé totes les seves cançons en anglès, Pierre Cour contribuí a fer-li les lletres en francès.
El 1971, Whittaker enregistrà The Last Farewell, el seu major èxit, del qual va vendre de més d'11 milions de discos a tot el món.
Al llarg dels anys setanta i vuitanta, Whittaker va tenir èxit a Alemanya, amb cançons en alemany produïdes per Nick Munro. Incapaç de parlar alemany, Whittaker cantava les cançons fonèticament. Va aparèixer a la televisió alemanya i danesa diverses vegades i va participar al programa Top of the Pops del Regne Unit deu vegades als anys setanta.
Les cançons en alemany de Whittaker no van ser inicialment ben rebudes per la crítica, que burlava de la "música popular sense sentit". No obstant això, Whittaker va llançar 25 àlbums a Alemanya i va aconseguir crear una base de fans considerable al país, on sent que té els seus fans més fidels. Afirma que "Les darreres dècades han estat meravelloses ... La meva relació amb els fans alemanys és fantàstica".
Whittaker també va cantar música country, principalment als anys vuitanta.
El 1986 va publicar la seva autobiografia en col·laboració amb la seva dona: So Far, So Good.
El 1976, Whittaker va emprendre la seva primera gira pels Estats Units. També va fer una gira per Alemanya el 2003. A finals del 2004 va experimentar problemes cardíacs, dels quals es recuperaria.
Dos anys més tard, després de la seva convalescència, va fer una gira per Alemanya i després a Gran Bretanya, del maig al juliol. Al març del 2006, Whittaker va anunciar al seu lloc web que la gira d'Alemanya del 2007 seria l'última i que limitaria les actuacions futures a "concerts ocasionals". Ara, amb més fluïdesa en alemany, se’l va veure cantar i va ser entrevistat en alemany a la televisió danesa el novembre del 2008. En una entrevista del 2014, Whittaker va reiterar que s’havia retirat de les gires el 2013, però va afirmar que havia escrit 18 cançons noves per a un àlbum. i va dir "encara xiulo molt bé".
El 2011 va ingressar al Saló de la Fama de l'International Whistle Convention, que immortalitza els millors xiuladors de tots els temps.
El 2016, als 80 anys, va retre homenatge a Céline Dion durant el programa En direct de l'Université emès a Radio-Canada, interpretant, amb una rosa vermella a la mà des de casa seva, un fragment de Une rose pour Isabelle modificant les lletres de la tornada "pour Isabelle" per "pour vous, ma chère Céline".

### Premis
En la seva carrera fins ara, Whittaker ha guanyat més de 250 premis de plata, or i platí. Va formar part d’un exitós equip britànic que va guanyar el Festival Musical anual de Knokke a Bèlgica i va guanyar el Premi a la Premsa com a personalitat del festival. Va rebre un "Gold Badge Award", de l'Acadèmia Britànica d'Escriptors de Cançons, Compositors i Autors el 1988i va obtenir un Goldene Stimmgabel ("Diapasó daurat") a Alemanya el 1986, basat en vendes de discos i vots dels teleespectadors.

### Vida personal
A la primavera de 1964, va conèixer Natalie O'Brien i es va casar el 15 d’agost del mateix any. Tenen cinc fills: Emily (28 de maig de 1968), Lauren (4 de juny de 1970), Jessica (14 de febrer de 1973), Guy (15 de novembre de 1974) i Alexander (7 d’abril de 1978).

## Discografia

### Àlbums en alemany
- 1979 : Mein Deutsches Album
- 1981 : Zum Weinen ist immer noch Zeit
- 1982 : Typisch Roger Whittaker
- 1983 : Voyager
- 1984 : Ein Glück, dass es Dich gibt
- 1987 : Heut bin ich arm - Heut bin ich reich
- 1991 : Mein Herz schlägt nur für Dich
- 1992 : Stimme des Herzens
- 1994 : Leben mit Dir
- 1994 : Sehnsucht nach Liebe
- 1994 : Geschenk des Himmels
- 1995 : Ein schöner Tag mit Dir
- 1996 : Alles Roger !
- 1996 : Einfach leben
- 1997 : Zurück zur Liebe
- 1999 : Alles Roger 2
- 1999 : Awakening
- 2000 : Wunderbar geborgen
- 2002 : Mehr denn je
- 2003 : Alles Roger 3
- 2003 : Der weihnachtliche Liedermarkt
- 2004 : Live in Berlin
- 2004 : Mein schönster Traum
- 2005 : Moments in my Life

### Àlbums apareguts als Estats Units
- 1971 : New World in the Morning, Columbia
- 1971 : Special Kind of Man, Pair
- 1974 : The Last Farewell & Other Hits, RCA Records
- 1975 : Magical World of Roger Whittaker
- 1976 : Reflections of Love, RCA Records
- 1977 : The Best of Roger Whittaker, RCA
- 1977 : Folk Songs of Our Time, RCA
- 1978 : The Roger Whittaker Christmas Album, RCA
- 1978 : Imagine, RCA
- 1979 : Evergreens
- 1979 : When I Need You
- 1979 : Mirrors of My Mind, RCA
- 1980 : With Love
- 1980 : Voyager, RCA
- 1981 : Live in Concert, RCA Records
- 1982 : The Wind Beneath My Wings, RCA Records
- 1984 : Take a Little : Give a Little, RCA
- 1984 : Tidings of Comfort & Joy, Liberty
- 1984 : All Time Heart Touching Favorites
- 1984 : The Best of Roger Whittaker, RCA
- 1985 : Fire & Rain, Pair
- 1988 : Living & Loving, Liberty
- 1988 : The World of Roger Whittaker, Pair
- 1989 : I'd Fall in Love Tonight, Liberty
- 1989 : Love Will Be Our Home, Word/Epic
- 1989 : World's Most Beautiful Christmas Songs, Liberty
- 1990 : All Time Heart Touching Favorites, Vol. 1, Liberty
- 1990 : All Time Heart Touching Favorites, Vol. 2, Liberty
- 1990 : Best Loved Ballads, Vol. 2, Liberty
- 1990 : Best Loved Ballads, Vol. 1, Liberty
- 1990 : Golden Tones, Pair
- 1991 : You Deserve the Best, Capitol/EMI Records
- 1991 : Country Collection, Liberty
- 1991 : Classics Collection, Vol. 1, Liberty
- 1991 : The Wind Beneath My Wings & Other Hits, RCA Records
- 1992 : I Wish You a Merry Christmas
- 1992 : All-Time Favorites, EMI-Capitol Special Markets
- 1992 : Greatest Hits Live, K-Tel
- 1992 : Classics Collection, Vol. 2, Liberty
- 1992 : All About Love, Liberty
- 1992 : Collection
- 1992 : Christmas With Roger Whittaker, RCA Victor
- 1993 : Celebration, RCA Victor
- 1993 : The Best of Roger Whittaker, EMI-Capitol Special Markets
- 1993 : Live, Drive
- 1994 : Greatest Hits, RCA Records
- 1994 : Feelings, RCA Victor
- 1994 : Danny Boy, RCA Victor
- 1994 : What a Wonderful World, RCA Victor
- 1994 : Annie's Song, RCA Victor
- 1994 : Live!, RCA Victor
- 1994 : The Best of Roger Whittaker, Curb Records
- 1994 : I Will Always Love You, RCA Victor
- 1995 : Christmas Songs, RCA Victor
- 1995 : All Time Favorites, Prime Cuts
- 1995 : Sincerely Yours
- 1995 : On Broadway, RCA Victor
- 1996 : The World of Roger Whittaker, Universal International
- 1996 : A Perfect Day, RCA Victor
- 1996 : Einfach Leben, BMG/Ariola
- 1997 : Star Gold, Polygram France
- 1997 : Happy Holidays, BMG Special Products
- 1997 : New World in the Morning: The Encore Collection, BMG Special Products
- 1998 : Irish Standards, BMG Special Products
- 1998 : The Best of Roger Whittaker, Pegasus/Cleopatra
- 1999 : All of My Life : The Very Best of Roger Whittaker, Camden
- 1999 : The Greatest Hits of Roger Whittaker, Prism
- 1999 : In Concert, Charly
- 1999 : Awakening, RCA Victor
- 1999 : The Best of Roger Whittaker, Time/Life Music
- 2001 : The Last Farewell... Live, Legacy Entertainment
- 2001 : The Very Best of Roger Whittaker, Vol. 2, Polygram International
- 2002 : The Holly and the Ivy, BMG Special Products
- 2002 : Best of: Original Hits, Paradiso
- 2002 : Songs for You : The Collection, Universal International
- 2003 : New World in the Morning, Collectables
- 2004 : All of My Life : Very